# Satyrichthys magnus
Satyrichthys magnus är en fiskart som beskrevs av Yatou, 1985. Satyrichthys magnus ingår i släktet Satyrichthys och familjen Peristediidae. Inga underarter finns listade i Catalogue of Life.